# Championica antennata
Championica antennata är en insektsart som först beskrevs av Scudder, S.H. 1869.  Championica antennata ingår i släktet Championica och familjen vårtbitare. Inga underarter finns listade i Catalogue of Life.